# Thylacosternus walckenaeri
Thylacosternus walckenaeri là một loài bọ cánh cứng trong họ Elateridae. Loài này được Guérin-Méneville miêu tả khoa học lần đâu tiên vào năm 1843.